# (20818) Karmadiraju
(20818) Karmadiraju (2000 TQ54) – planetoida z pasa głównego asteroid okrążająca Słońce w ciągu 5,53 lat w średniej odległości 3,12 j.a. Odkryta 1 października 2000 roku.